# عيساتا يوسفو محمدو
أيساتا إيسوفو محمدو هي كيميائية نيجيرية،  مهندسة كيميائية، متخصصة في التعدين وداعية للرعاية الصحية، حيث عملت كسيدة أولى لجمهورية النيجر منذ 7 أبريل 2011م. وهي الزوجة الأولى للرئيس محمدو إيسوفو وتشترك في لقب السيدة الأولى مع زوجة يوسفو الثانية، للا مليكة يوسفو. إيسوفو محمدو هي رئيسة مؤسسة جوري في ميلور.

## سيرتها الشخصية
ولدت يوسفو في بلدة ماين سوروا في منطقة ديفا في النيجر. التحقت بالمدرسة الابتدائية في ماين سوروا والمدرسة الثانوية للبنات في نيامي.
كانت أيساتا إيسوفو محمدو من أوائل النساء النيجيريات اللواتي مارسن مهنةً في مجال العلوم. حيث حصلت على شهادة في التنقيب عن المعادن وتطويرها من المدرسة الوطنية العليا للجيولوجيا في نانسي، فرنسا. ثم حصلت على درجة الماجستير في الكيمياء من جامعة نيامي والتي تُعرف الآن باسم جامعة عبده موموني. ترأست إيسوفو محمدو قسم علم المعادن في «سومير»، شركة التعدين الوطنية في النيجر وإحدى شركات «أريفا».
وصفت يوسفو محمدو نفسها بأنها معجبة بقادة الحقوق المدنية الأمريكية مارتن لوثر كينج وكوريتا سكوت كينج. وفي 19 مايو 2012م، زارت أيساتا إيسوفو محمدو مركز الملك في أتلانتا والتقت بمديرتها التنفيذية، بيرنيس كينغ، في جزء من رحلتها إلى الولايات المتحدة، حيث كانت تسعى للحصول على الدعم للتخفيف من حدة الفقر ونقص الرعاية الصحية في النيجر.
قدمت إيسوفو محمدو للملك لوحة تحتوي على رموز صليبية صنعها شعب الطوارق.
في آذار (مارس) 2018م، اشتركت السيدة الأولى أيساتا إيسوفو ووزارة الصحة مع مؤسسة ميرك الخيرية وهي مؤسسة خيرية تابعة لشركة الأدوية ميرك وشركاه، لزيادة الرعاية الصحية في النيجر. ركزت الشراكة بين إيسوفو وميرك، التي تم الإعلان عنها في اليوم العالمي للمرأة، على علاج الأورام والسكري وخدمات الخصوبة والتدريب في النيجر. كما عينت المؤسسة إوسفو محمدو سفيرًة لحملتها «ميرك أكثر من أم» والتي تهدف إلى كسر وصمة العار الاجتماعية ضد العقم والنساء اللائي ليس لديهن أطفال.
استضافت السيدة الأولى حفل توزيع جوائز «ملكة جمال الفكر» النيجر للاحتفال باليوم العالمي للمرأة في مارس 2019م.